# Afonso Henriques de Lima Barreto

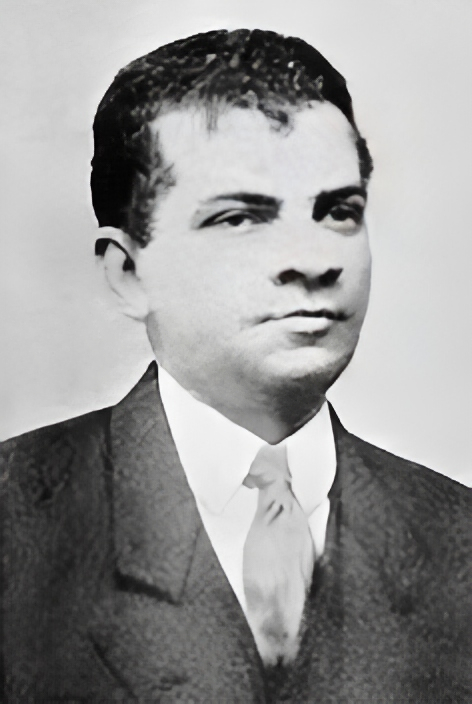

Afonso Henriques de Lima Barreto (* 13. Mai 1881 in Rio de Janeiro; † 1. November 1922 ebenda), besser bekannt als Lima Barreto, war ein brasilianischer Journalist und Autor. Mit Triste Fim de Policarpo Quaresma schrieb er einen Literaturklassiker des Landes, welcher die Abenteuer eines musik- und bücherliebenden Sonderlings beschreibt, der mit den Eigenheiten des Brasiliens um die Jahrhundertwende konfrontiert ist. Obwohl außerhalb Brasiliens wenig bekannt, gilt der Autor als einer der besten satirischen Autoren der brasilianischen Literatur. Er benutzte einen stark sarkastischen, wenngleich feinen Schreibstil, durch den er der Verfolgung von Politikern und Militärs entging, welche in den Büchern oft Ziele seiner Kritik wurden.

## Leben
Lima Barreto wurde in Rio de Janeiro in einer armen Familie mit gemischtem ethnischem Hintergrund geboren (Mulatte). Die Kindheit verbrachte er in einem psychiatrischen Hospital, in dem sein Vater Aufseher war. Durch die Abschaffung der Sklaverei 1888 wurde ihm eine gute Bildung ermöglicht. Nach dem Tod seiner Mutter besuchte er die öffentliche Schule von D. Teresa Pimental do Amaral. Bald danach schrieb er sich im Liceu Popular Niteroiense ein, nachdem sein Taufpate, der Vicomte von Ouro Preto, einwilligte, für seine Schulausbildung zu zahlen. Dort blieb er bis 1894 und schloss sein Studium ab. 1895 ging er zur damals einzigen Institution für höhere Bildung, des angesehenen Colégio Pedro II, deren Studenten hauptsächlich der Oberschicht entstammten. 1895 wurde er auch zur Polytechnischen Schule in Rio de Janeiro zugelassen, war jedoch 1904 gezwungen abzubrechen, um wegen der psychischen Erkrankung seines Vaters für seine Geschwister zu sorgen. Auf den wiederholten Vorwurf, sich nicht für den Unterricht zu interessieren, verbrachte er seine Nachmittage in der Nationalbibliothek. Um diese Zeit wurde er durch einen Wettbewerb als Abschreiber im Kriegsministerium eingestellt, was ihm etwas finanzielle Stabilität bescherte. Er wurde Staatsdiener und schrieb gleichzeitig als Journalist und Romanautor. Aufgrund seiner Alkoholsucht wurde er vorzeitig entlassen. Barretos Leben war von Alkoholismus und gelegentlichen Psychiatrieaufenthalten während depressiver Phasen geprägt. Mit 41 Jahren starb er an einem Herzinfarkt. Erst nach seinem frühen Tod fand sein Werk Anerkennung als wichtiger Beitrag zur brasilianischen Literatur.

## Literarische Tätigkeit
Als Student begann Lima Barreto 1902 seine Journalistenkarriere bei Zeitungen wie A Quinzena Alegre, O Tagarela, O Diabo und A Revista da Epoca. 1905 begann er für größere Zeitungen wie den Correio da Manhã zu schreiben, wo er eine Reihe von Berichten über die Zerstörung des Morro do Castelo („Schlosshügel“) schrieb. Danach arbeitete er für einige andere Zeitungen und Zeitschriften wie Fon-Fon, Floreal, Gazeta da Tarde, Jornal (Abendzeitung), Bras Cubas (Wochenzeitung), Hoje, Revista Souza Cruz und O Mundo Literário.
1911 gab Barreto zusammen mit einigen seiner Freunde die Zeitschrift Floreal heraus, die nur bis zur zweiten Ausgabe überlebte, jedoch die Aufmerksamkeit einiger Kritiker erregte. 1909 bekam er Aufmerksamkeit als Belletrist, nachdem er in Portugal den Roman Recordações do Escrivão Isaías Caminha (Erinnerungen des Schreibers Isaías Caminha) veröffentlichte. Der mit autobiographischen Elementen versetzte Erzählfaden des Buches offenbart eine Kritik der brasilianischen Gesellschaft, die Barreto als voreingenommen und zutiefst scheinheilig anklagt. Die Veröffentlichung des wichtigsten Werkes Triste Fim de Policarpo Quaresma („Das traurige Ende des Policarpo Quaresma“) begann 1914 als Fortsetzungsroman in einer Zeitschrift. Es wurde ein Jahr später als Taschenbuch verlegt und von Literaturkritikern als grundlegendes Werk der Vormoderne bezeichnet. Als Sozialkritiker greift er in seinem Roman die Revolta da Chibata von 1910 auf, der vielfach neu aufgelegt wurde.
Triste Fim de Policarpo Quaresma und Recordações do Escrivão Isaías Caminha hatte bei Lesern einigen Erfolg, was Barreto seinerzeit nicht vor der harschen Kritik anderer Autoren bewahrte. Die Kritik stützte sich darauf, dass Barreto bewusst von dem damals angesagten elitären Stil abwich. Er wurde als schluderig bezeichnet, da er statt klassischem Portugiesisch auch in seinen sozialkritischen Romanen Umgangssprache nutzte, was eher zu journalistischen Texten passte. An seinen Charakteren störten sie sich auch, da sie nicht den gängigen Formen entsprachen. Seine Versuche, der Academia Brasileira de Letras beizutreten, wurden abgelehnt. Barreto beschuldigte seine Gegner, die Literatur nicht als Kunst zu betreiben, sondern in mechanischer Weise eine vorgegebene anerkannte Sprache zu bedienen.
Lima Barretos verfasst auch journalistische Texte für die Arbeiter- und anarchistische Presse, wie A Plebe („Das Volk“), A Voz do Trabalhador („Die Arbeiterstimme“) und A Lanterna („Die Laterne“).

## Werk

### Schreibstil
Barreto war ein sehr sarkastischer Autor, was sich in seinen Büchern deutlich niederschlägt. Die Hauptziele seiner Kritik war die wahrgenommene Mittelmäßigkeit der brasilianischen Bevölkerung, hauptsächlich die Regierung und die wirtschaftliche / militärische Obrigkeit. In dem Werk Os Bruzundangas zeigt sich dies besonders.
Der Autor kritisierte auch heftig den komplexen und schwierigen Schreibstil, der unter der brasilianischen Obrigkeit populär war und dem Einvernehmen nach von Intelligenz und hohem sozialem Status zeugte. Daher nutzt er selbst auch einen einfachen Stil mit geringeren vokabularischen Anforderungen, um einer Mehrheit in der brasilianischen Gesellschaft verständlich zu sein. Dies rief zunehmend Kritik von der brasilianischen Elite hervor, die seinen unklassischen Schreibstil kritisierte.
Barreto führte auch die psychischen Zustände seiner Charaktere aus; im Unterschied zu Autoren des Realismus wie dem brasilianischen Machado de Assis oder dem portugiesischen Eça de Queirós wird dies bei ihm nicht als besondere Qualität erachtet. Dennoch sind seine Werke voll merkwürdiger Situationen zu den Überzeugungen und Gedanken seiner Charaktere: Beispielsweise war Policarpo Quaresma (Barretos legendärste Schöpfung) ein radikaler und fast utopischer Patriot und seine Überzeugungen führten ihn zu seinem tragischen Ende. Policarpo war auch arglos genug zu glauben, die die „ursprüngliche brasilianische Natur“ könne wiederhergestellt werden. Übertriebene Arglosigkeit verdammte auch seinen Charakter der Clara dos Anjos zu einem entehrten Leben (siehe unten). Was die Gegenspieler betrifft erkundet Barreto die Heuchelei, die Ignoranz und die Gleichgültigkeit gegenüber anderer Leid. Psychopathie wurde in seinem posthum erschienenen Buch Clara dos Anjos durch Cassi Jones vorgestellt, der typische Gewohnheiten eines Soziopathen hat: Abwesenheit von Anteilnahme an Gefühlen anderer, Selbstsucht und detaillierte Planungen für das Erreichen seiner Ziele, egal wie niederträchtig sie auch sind.

### 1915 –Triste Fim de Policarpo Quaresma(„Das traurige Ende des Policarpo Quaresma“)
Diese Geschichte wird als Barretos Meisterwerk angesehen und daher oft in brasilianischen Schulen gelesen und gerne in den sogenannten Vestibular verwendet, den jährlichen Prüfungen für Universitätszulassung in Brasilien. Sie erzählt die Geschichte von Policarpo Quaresma, einem radikalen brasilianischen Patrioten. Policarpos liebster Traum ist Brasiliens Aufstieg zur Weltmacht. Er bemerkt viele Probleme in der politischen und sozialen Struktur seines Landes, erkennt, dass Brasilianer europäische Kultur mehr schätzen, als die ihres eigenen Landes und versucht, dies zu ändern.
Die Geschichte lässt sich in drei unterschiedliche Teile aufteilen:
Die kulturelle ReformPolicarpo Quaresma versucht die lokale Tupi-Sprache zur offiziellen Sprache Brasiliens zu machen. Er schickt der Regierung einen Brief, in dem er verlangt, Tupi als Amtssprache einzuführen. Kunde von seiner sonderbaren Anfrage kommt in die Presse und Lokalpresse macht sich über Policarpo lustig. Quaresma zieht sich daraufhin in die Stadt Curuzu im ländlichen Teil von Rio de Janeiro zurück, wo er mit einer neuen Beschäftigung beginnt.
Die landwirtschaftliche ReformPolicarpo errichtet mit Hilfe eines alten, dunkelhäutigen Mannes eine kleine Farm und versucht die Produkte in der Hauptstadt zu verkaufen. Er möchte Leuten zeigen, wie wertvoll brasilianisches Land sein kann. Unglücklicherweise überfällt eine Plage seine Felder und er beginnt einen Kleinkrieg gegen die Ameisen und das Ungeziefer. Dann kommt ein Lokalpolitiker zu ihm nach Hause und bittet um Unterstützung bei der Wahl, doch Policarpo lehnt ab. Als Rache fangen die Politiker an, seiner Farm zu schädigen. Zu dieser Zeit sorgen viele populäre Revolutionen für großes politisches Durcheinander in Brasilien und Policarpo wird zum Kriegsdienst herangezogen.
Die militärische ReformWährend er versucht, eine Festung zu verteidigen, sieht Policarpo haufenweise Probleme in der brasilianischen Militärstruktur und schickt einen Brief an den Präsidenten, Floriano Peixoto, einen rohen und ignoranten Mann, der für bessere Bedingungen für die Kriegsgefangenen und andere Soldaten der Festung betet. Nach der Lektüre des Briefes erachtet ihn Floriano Policarpo als Revolutionär und verurteilt ihn zum Tode. Am Ende der Geschichte wird Policarpo Quaresma für Hochverrat umgebracht.

### 1923 –Os Bruzundangas
Os Bruzundangas sind eine Sammlung von Erzählungen, die Lima Barreto über die Zeit von 20 Jahren in Zeitungen veröffentlichte. Sie erzählen vom Leben der Bevölkerung von Bruzundanga, einem fiktiven Land, das für Brasilien steht. Barreto entschied sich für die Einführung des fiktiven Landes, um der Verfolgung durch Politiker oder andere Obrigkeit zu entgehen.
In den Geschichten des Buches erzählt er von der Korruption, die in Bruzundanga in allen Bereichen des öffentlichen Lebens vorhanden ist – von der Politik bis zur Bildung. Sie enthalten viele allegorische Entsprechungen zu berühmten brasilianischen Personen und öffentlichen Einrichtungen.

### 1948 –Clara dos Anjos
Dieser posthum erschienene Roman erzählt von Clara dos Anjos, einem Mädchen aus einer armen Familie, die in einem Vorort von Rio de Janeiro lebt. Die Geschichte handelt von Claras Begeisterung für Cassi Jones, einen skrupellosen Jungen und Sohn einer reicheren Familie. Cassi, der eine unzählbare Anzahl Frauen geschwängert und verlassen hat, verführt Clara für seine lüsternen Zwecke. Clara, unerfahren wegen des Protektionismus ihrer Eltern, wird schwanger. Am Ende flieht Cassi, und Clara steht verlassen und „entehrt“ da. In seinem Buch möchte Barreto das üblicherweise entwürdigende Schicksal armer Frauen in Brasilien aufzeigen, wie er es in Claras letztem Zitat tut: „Wir sind nichts in diesem Leben“. Darüber hinaus zeigt er jedenfalls auch die Scheinheiligkeit reicher Leute (hauptsächlich durch Cassis Mutter vertreten, welche ihren Sohn fortwährend in Schutz nimmt) und die absurden Egoismus der brasilianischen Jugend (vertreten durch Cassi Jones).

### Weitere Werke
- O Subterrâneo do Morro do Castelo (1905)
- Recordações do Escrivão Isaías Caminha (1909)
- O Homem que Sabia Javanês e outros contos (1911)
- Vida e Morte de M. J. Gonzaga de Sá (1919)
- Cemitério dos Vicos (1920)
- Histórias e Sonhos (1920)
- Outras Histórias e Contos Argelinos (1952, posthum)
- Coisas do Reino de Jambom (1953, posthum)